# Карамышевы
Карамышевы — древние русские дворянские роды.
При подаче документов (1686), для внесения рода в Бархатную книгу, была предоставлена родословная роспись Карамышевых, семь царских жалованных грамот (1462—1578), три царские указные грамоты (1545—1579) и доходный список на взимании кормов и пошлин в Ряжске (1568).
Две отделившиеся от этого рода ветви внесены в VI часть родословных книг Псковской, Тверской и Тамбовской губерний Российской империи.
В основе фамилии лежит тюркское слово "gorumys" и обозначающее "защитивший, покровительствовавший, пощадивший", что отражено в 1-й части герба в виде золотого щита на камне.

## Происхождение и история рода
Предок их, татарин Карамыш, выехал в Москву в начале XV века. Первое упоминание о Карамышевых относится (1462/78), где в грамоте великого князя Ивана III Васильевича жалуется Василию Семёновичу Карамышеву слободки Ефимьевское Ярцово и Касимовское в Боровске. Волоцкий князь Борис Васильевич пожаловал Михаилу Васильевичу Карамышеву слободки Видякино и Данилково в Клину (1485/94). Василию Васильевичу Карамышеву пожалована в кормление г. Ржева Пустая (1491).
Великий князь Василий III Иванович пожаловал Фёдора Андреевича кормлённой грамотой на волости Листвен и Судогда Владимирского уезда (1529) и Михаила, Якова. Ивана и Никиту Фёдоровичей на г.г. Деман и Березовец в Новгородской земле (1526-1533). В бою на Судьбищах погиб Андрей Карамышев (3-4 июля 1555), его имя записано в синодик Архангельского Кремлёвского собора на вечное поминовение. В бою под Кесию погиб сын боярский Карамышев Иван Тимофеевич (июль 1578).

## Описание герба
Четвертованный щит, в первой гласной четверти которого в голубом поле изображён золотой щит, поставленный на камне. Во второй и третьей четвертях герба, в красном полях, помещён серебряный лебедь с распростёртыми крыльями (польский герб Лебедь). В четвёртой — выходящая из облака рука, держащая поднятую вверх саблю (польский герб Малая Погоня).
Герб рода Карамышевых внесен в Часть 3 Общего гербовника дворянских родов Всероссийской империи (стр. 34).

## Известные представители
- Карамышев Андрей Васильевич - дворянин, послан в Холм и в Новгородок переписывать и расчислять сохам земли (1492), отправлен в Вильну 1-м конюшим при княжне Елене Иоанновне (1496).
- Карамышев Василий Васильевич - дворянин, отправлен к венгерскому королю Матфею (1488), которого Иоанн III извещал о покорении Твери и убеждал начать войну с Польшей, затем ездил в Польшу с царскими письмами. Переписывал Кашин (1492) и вместе с братом послан в Вильну 2-м конюшим (1496).
- Карамышев Михаил Иванович - воевода в Велиже (1536) и в этом же году послан к Выборгу 3-м воеводой Передового полка, воеводствовал в казанском походе (1544).
- Карамышев Никита Фёдорович — наместник в Курске (1545).
- Карамышев Никита Иванович — воевода красноярский при царе Михаиле Федоровиче, спас Красноярск от неменуемой гибели.
- Карамышев Иван Фёдорович — наместник Рославльский (1562), воевода в Ливонскую войну (1563—1564), известен победой над литовцами (13 февраля 1563) и взятием Полоцка.
- Карамышев Иван Никитич Большой — голова при воеводе Пушкине в Лифляндии (1577), в сторожевом полку, под Колыванью — голова при князе Хворостинине в передовом полку.
- Карамышев Иван Никитич Меньшой — голова при воеводе Пушкине и при князе Хворостинине (1577), осадный воевода в Невеле (1579), наместник и воевода в Невеле (1578—1579), наместник в Рославле (1580—1581), воевода в Великих Луках (1594), в Заволочье (1600).
- Карамышев Иван Константинович — воевода в Волоколамске (1613), Зарайске (1614), Ярославле (1618—1619), пристав у английского посла (1621), судья Приказа Большого прихода (1625 и 1628—1630), московский дворянин (1627—1629), послан на Дон и там убит казаками ( † 1631).
- Карамышев Никита Иванович — воевода в Стародубе (1618), Красноярске (1632—1633)[7], московский дворянин (1627—1640).
- Карамышев Иван Иванович — стольник (1627—1629).
- Карамышев Григорий Иванович Большой — стольник патриарха Филарета (1627—1629), стряпчий 1636), московский дворянин (1636—1668).
- Карамышев Григорий Иванович Меньшой — стряпчий (1636), московский дворянин (1636—1640).
- Карамышев Иван Иванович — московский дворянин (1636—1658).
- Карамышев Никифор Иванович — стряпчий (1640).
- Карамышев Михаил Иванович — стольник (1658—1676).
- Карамышев Иван Клементьевич — московский дворянин (1692).
- Карамышевы: Иван Григорьевич, Алексей Иванович, Дмитрий и Василий Михайловичи, Алексей Алексеевич — стольники (1676—1692)[8][1].
- Карамышев, Александр Матвеевич (1744—1791) — российский натуралист, химик, член-корреспондент Петербургской АН (1779), корреспондент Стокгольмской королевской академии наук.
- Карамышев, Дмитрий Дмитриевич — участник Русско-японской войны, кавалер ордена Св. Георгия.
- Карамышева, Галина Дмитриевна (1908—2013) — советский геоморфолог.